# Велимир Терзић
Велимир Терзић (Голубовци, код Подгорице, 26. мај 1908 — Београд, 8. децембар 1983) био је учесник Народноослободилачке борбе, генерал-пуковник ЈНА и историчар.

## Биографија
Рођен је 26. маја 1908. године у Голубовцима, близу Подгорице. Гимназију је завршио у Подгорици, а затим је уписао Нижу школу Војне академије у Београду (54. класа). Завршио је 1. априла 1929. године заједно са Петром Ћетковићем и унапређен у пешадијског потпоручника. Након унапређења распоређен за водника 38. пешадијског пука "Његошевог" са штабом на Цетињу. Службовао је у трећем батаљону.
Дана 23. марта 1931. године одређен је за водника Пешадијског пука Краљеве гарде. Пешадијски поручник је постао 1. априла 1933. године, да би августа месеца исте године био одређен за слушаоца Више школе Војне академије.
На нову дужност командира 1. чете у 48. пешадијском пуку који се налазио у Пљевљима, прекомандован је 8. октобра 1935. године. На предлог инспектора Пешадије одређен је 5. фебруара 1936. године за слушаоца нижег курса редовног течаја Пешадијске официрске школе. Дана 1. априла 1937. године унапређен у чин капетана друге класе. Следеће 1938. године, тачније 6. септембра, одликован је Златном медаљом за ревносну службу.
У чин капетана прве класе унапређен је 1. априла 1940. године.
Уочи Априлског рата, 1941. године постављен је за начелника Штаба Динарске дивизије, која се налазила стационирана у Сињу. Капетан прве класе Терзић почетком рата командује одредом од 300 војника у нападу на немачку оклопну колону која се кретала у правцу Вишеграда. По разбијању колоне, одлази у Црну Гору, где ради са још неким слободарским официрима Југословенске краљевске војске на подизању устанка против италијанског окупатора. Долази у контакт са капетаном прве класе Арсом Јовановићем и поручником Петром Ћетковићем.
У Tринаестојулском устанку командује одредом код Цетиња, а касније и код Пљеваља. У Комунистичку партију Југославије (КПЈ) је примљен у августу 1941, док се у списку Врховног команданта Југословенске војске у отаџбини (ЈВуО), пуковника Драгољуба Михаиловића налазио на листи бегунаца. Касније је био лишен чина капетана прве класе преко лондонске владе.
После повлачења главнине партизанских снага из Србије, постављен је за Начелника Главног штаба за Црну Гору и Боку. Када је у јуну 1942. године основана Пета пролетерска црногорска ударна бригада, постављен је за заменика команданта.
По одласку главнине партизанских снага из Црне Горе, капетан Терзић одлази у Хрватску да тамо прошири устанак и успешно га организује. У Хрватској се налази на положају Начелника Четврте оперативне зоне. После пада Бихаћке републике и почетка операције „Вајс”, капетан Терзић хитно добија позив да дође у Врховни штаб. Тада је постављен за помоћника Начелника Врховног штаба, за време офанзиве вршио је дужност Начелника Врховног штаба.
После одласка у Црну Гору, Велимир Терзић је на основу наређења о устројству војних чинова у НОВЈ 1. маја 1943. унапређен у чин генерал-мајора, а 1. новембра 1943. године у чин генерал-лајтнанта. Са овим чином је изашао из рата. Због своје велике војничке способности, генерал Терзић је послат поново у Хрватску, на место Начелника Главног штаба НОВ и ПО Хрватске, да још више развија Народноослободилачки покрет (НОП). На том положају га је затекло наређење маршала Тита да иде у Совјетски Савез као шеф Војне мисије НОВЈ, заједно са генерал-лајтнантом Милованом Ђиласом, као чланом Политбироа ЦК КПЈ и политичким изаслаником маршала Тита, априла 1944. године.
Мисија је имала задатак да активира сарадњу између војних Центара Црвене армије и Врховног штаба НОВ и ПОЈ, да се шири знање о Народноослободилачкој борби народа Југославије, да се ради на формирању Прве југословенске бригаде у Совјетском Савезу, а касније Прве тенковске бригаде НОВЈ. Генерал Терзић је имао задатак по војним питањима, а Милован Ђилас по политичким.
Терзић је стигао у Москву половином априла 1944. године. У име НКОЈ-а, јуна 1944. године, потписује уговор о зајму са представником совјетске владе. Средства овој зајма користила су се највише за потребе Врховног штаба и југословенских војних мисија. Одмах по доласку у Москву, генерал Терзић је успоставио радио-везу са Врховним штабом, где је подробно извештавао о свему што се дешавало.
По ослобођењу Југославије, остао је у Југословенској народној армији (ЈНА). Вршио је разне дужности. Био је помоћник министра народне одбране, командант Армије, начелник Више војне академије ЈНА, главни инспектор ЈНА, начелник Војноисторијског института (ВИИ), као и генерални директор ЈАТ-а, од 1959. до 1960. године.
Преминуо је у Београду, 8. децембра 1983. године.

## Књиге и одликовања
Објавио је велики број радова о ратним вештинама и војним теоријама. Чин генерал-пуковника добио је 1949. године. Из Југословенске народне армије се повукао 1955. године. Тада прелази да ради у Војноисторијски институт, где се бави издавањем публикација, књига и другог материјала.
Поред војних, бавио се и историјским питањима. Написао је и објавио следеће књиге:
- Умешност командовања Београд, 1950.
- Априлски рат Титоград, 1983.
- Слом Краљевине Југославије 1941 (два тома) Београд, 1986. (постхумно)
- Југословенска Армија у Априлском рату Београд, 1987. (постхумно)

Носилац је Партизанске споменице 1941. и других југословенских одликовања, међу којима су — Орден ратне заставе, Орден партизанске звезде са златним венцем, Орден заслуга за народ са златном звездом и др. Међу страним одликовањима, налази се совјетски Орден Суворова другог степена.